# Динголфинг
Динголфинг (на немски: Dingolfing) е град в Долна Бавария, Германия с 19 145 жители (към 31 декември 2015).
Градът се намита в долината на река Изар и на ок. 100 km североизточно от Мюнхен. Разположен е на 365метра надморска височина на Баварското плато.
В Динголфинг се намира най-големият завод за сглобяване на автомобили на компанията „БМВ“.